# Naomi Campbell
Naomi Elaine Campbell, född 22 maj 1970 i Streatham, Lambeth, London, är en brittisk fotomodell. Hon är även sångerska, författare och skådespelerska.

## Biografi
Naomi Campbell har studerat vid skolorna London Academy For Performing Arts och Italia Conti Academy of Theatre Arts. Hon blev upptäckt som modell under en shoppingrunda vid 15 års ålder. Några av hennes bedrifter är att hon var den första svarta kvinna som prytt omslagen till franska Vogue, brittiska Vogue och Time Magazine. Under början av 1990-talet ingick hon i Big Six tillsammans med Cindy Crawford, Claudia Schiffer, Christy Turlington, Linda Evangelista och Kate Moss.
På senare år har Campbell lanserat ett flertal storsäljande parfymer. 1994 gav hon ut boken Swan som fick en uppföljare, fotoboken Naomi. Vidare framträder hon på foton tillsammans med Madonna i Madonnas bok Sex. Campbell har poserat naken för Playboy, och 1991 blev hon framröstad som en av världens vackraste människor av People Magazine.
När det gäller musik har Campbell varit med i musikvideor och gjort musik själv. Hennes album Baby Woman sålde 1 miljon kopior över hela världen, albumet sålde särskilt bra i Japan. Hon har varit med i musikvideor med bland andra Bob Marley, George Michael, Jay-Z och Michael Jackson.
Campbell dömdes år 2000 för en misshandel som inträffade under 1998.

## Filmografi
- 1991 – Cool as Ice
- 1993 – The Night We Never Met
- 1995 – Miami Rhapsody
- 1995 – Helt hysteriskt (TV-serie)
- 1995 – To Wong Foo, Thanks for Everything! Julie Newmar
- 1996 – Girl 6
- 1996 – Invasion of Privacy
- 1997 – An Alan Smithee Film: Burn Hollywood Burn
- 1999 – Trippin'
- 1999 – Prisoner of Love
- 2006 – Fat Slags (TV-serie)
- 2015 – Empire (TV-serie)

## Kuriosa
- Förlovad med U2:s basist Adam Clayton på 1990-talet.
- Öppnade Fashion Café i New York tillsammans med modellerna Elle Macpherson och Claudia Schiffer.